# Primera investidura presidencial de Daniel Ortega
La Primera Investidura presidencial de José Daniel Ortega Saavedra, se refiere a la toma de posesión del nuevo presidente electo en la ciudad de Managua el 10 de enero de 1985.

## Delegaciones internacionales
Para su primera toma de posesión de Daniel Ortega del 10 de enero de 1985, solamente llegaron a Nicaragua 3 presidentes, 1 vicepresidente y 4 cancilleres, entre ellos los siguientes:

### Presidentes
- Cuba: el Presidente de Cuba Fidel Castro Ruz (1926-2016) asistió a la posesión del presidente Ortega.[2][3]
- Yugoslavia: el Presidente de Yugoslavia Veselin Đuranović (1925-1997) asistió a la posesión del presidente Daniel Ortega.[4]
- Surinam: el Presidente de Surinam Fred Ramdat Misier (1926-2004) llegó a la ciudad de Managua para asistir a la investidura de Ortega.

### Vicepresidentes
- Argentina: el Vicepresidente de Argentina Víctor Hipólito Martínez (1924-2017) llegó a la ciudad de Managua para asisitir a la primera investidura del entonces presidente electo Daniel Ortega.

### Cancilleres y ministros
Para la investidura presidencial de Ortega también llegaron a Managua los cancilleres del Grupo Contadora.
- Colombia: el Canciller de Colombia Augusto Ramírez Ocampo (1934-2011) llegó a la posesión de Daniel Ortega.
- Venezuela: el Canciller de Venezuela Isidro Morales Paúl (1932-2005) fue uno de los cancilleres que también llegó a la primera juramentación de Daniel Ortega.
- México: el Canciller de México Bernardo Sepúlveda Amor (1941-) arribo también a la ciudad de Managua.
- Panamá: el Canciller de Panamá Fernando Cardoze llegó a Nicaragua como parte del Grupo la Contadora.